# Wynonna Earp (tv-serie)
Wynonna Earp er en canadisk-amerikansk overnaturlig western horror tv-serie  og den er baseret på tegneserien af Beau Smith. Melanie Scrofano spiller seriens hovedrolle.

## Medvirkende
- Melanie Scrofano som Wynonna Earp
- Shamier Anderson som Deputy Marshal Xavier Dolls
- Tim Rozon som Doc Holliday, Wyatt Earps partner
- Dominique Provost-Chalkley som Waverly Earp, Wynonnas yngre søster